# (200237) 1999 VT51
(200237) 1999 VT51 es un asteroide perteneciente al cinturón de asteroides, descubierto el 3 de noviembre de 1999 por el equipo del Lincoln Near-Earth Asteroid Research desde el Laboratorio Lincoln, Socorro, Nuevo México.

## Designación y nombre
Designado provisionalmente como 1999 VT51.

## Características orbitales
1999 VT51 está situado a una distancia media del Sol de 2,615 ua, pudiendo alejarse hasta 3,249 ua y acercarse hasta 1,981 ua. Su excentricidad es 0,242 y la inclinación orbital 3,707 grados. Emplea 1544,80 días en completar una órbita alrededor del Sol.
Los próximos acercamientos a la órbita de Júpiter se producirán el 24 de febrero de 2032, el 11 de abril de 2091 y el 29 de mayo de 2150.

## Características físicas
La magnitud absoluta de 1999 VT51 es 16,5.